# Mara Carisi
Mara Carisi (Torino, 30 settembre 1919 – Roma, 19 dicembre 1979) è stata una modella e attrice italiana.

## Biografia
A diciott'anni diventa madre e chiama la figlia Wilma, in omaggio a Wilma Banky, attrice nota per il film Il figlio dello sceicco con Rodolfo Valentino; la figlia diventa una delle più note soubrette italiane, con il nome di Wilma Aris. Nel 1945 il marito abbandona la famiglia, e Mara Carisi, dotata di bella presenza, per mantenere la figlia inizia la carriera di indossatrice e fotomodella.
Dalla moda passa poi ai fotoromanzi, debuttando come attrice, e al cinema, quasi in contemporanea con l'affermazione della figlia nella rivista.
Continua la carriera in tutto il decennio successivo; in particolare è ricordata la sua partecipazione in Omicron di Ugo Gregoretti.
Lavorava anche in alcuni sceneggiati televisivi.

## Filmografia
- Omicron, regia di Ugo Gregoretti (1963)
- La valle dell'eco tonante, regia di Tanio Boccia (1964)
- Tentazioni proibite, regia di Osvaldo Civirani (1965)
- Agente 070 - Thunderbay missione Grasshopper, regia di Burton van Hooven (1966)
- Uccidi o muori, regia di Tanio Boccia (1966)
- Django, regia di Sergio Corbucci (1966)
- L'uomo, l'orgoglio, la vendetta, regia di Luigi Bazzoni (1968)
- Fellini Satyricon, regia di Federico Fellini (1969)
- Bello, onesto, emigrato Australia sposerebbe compaesana illibata, regia di Luigi Zampa (1971)
- Roma, regia di Federico Fellini (1972)
- Voto di castità, regia di Joe D'Amato (1976)
- Il fauno di marmo, regia di Silverio Blasi – miniserie TV (1977)